# Orchan Safarov
Orchan Safarov (ázerbájdžánsky Orxan Səfərov) (* 10. srpna 1991 v Lenkoranu, Sovětský svaz) je ázerbájdžánský zápasník – judista.

## Sportovní kariéra
Vyrůstal v Petrohradu kde se seznámil s bojovými sporty, ale vážněji se sportem začal zabývat po návratu do vlasti v roce 2003. Jeho prvním trenérem v judu byl Ali Darvišov (Əli Dərvişov). V současnosti se připravuje v Baku, v klubu Attila pod vedením Farhada Mammadova (Fərhad Məmmədov). V roce 2016 se kvalifikoval na olympijské hry v Riu. Ve čtvrtfinále rozesmutnil domácí diváky, když minutu před koncem poslal jejich Felipe Kitadaie na ippon technikou seoi-otoši. V semifinále však podlehl v závěru Jeldosu Smetovovi na wazari. V boji o třetí místo prohrál s Japoncem Naohisou Takatóem a skončil na 5. místě.
Orchan Safarov je levoruký judista, v zápasech využívá své výšky a jako většina Ázerbájdžánců je velmi silný v boji tělo na tělo.

### Vítězství
- 2014 - 3x světový pohár (Tbilisi, Baku, Abú Zabí)
- 2016 - Masters (Guadalajara)

## Výsledky
| Olympijské hry     |     | —   |    |     |    | 5. |    |     |     |  |  |  |  |  |  |  |  |  |  |  |  |  |  |
| Mistrovství světa  | —   |     | 3. | úč. | —  |    | 2. | úč. |     |  |  |  |  |  |  |  |  |  |  |  |  |  |  |
| Evropské hry       |     |     |    |     | 2. |    |    |     | úč. |  |  |  |  |  |  |  |  |  |  |  |  |  |  |
| Mistrovství Evropy | —   | úč. | —  | 5.  | 2. | 2. | 3. | 5.  | úč. |  |  |  |  |  |  |  |  |  |  |  |  |  |  |
| ME do 23 let       | úč. | 3.  | —  |     |    |    |    |     |     |  |  |  |  |  |  |  |  |  |  |  |  |  |  |